# Uncisudis quadrimaculata
Uncisudis quadrimaculata is een straalvinnige vissensoort uit de familie van barracudinas (Paralepididae). De wetenschappelijke naam van de soort is voor het eerst geldig gepubliceerd in 1969 door Post.